# 이유
이유(理由, 문화어: 리유)는 어떤 귀결 내지 결과를 낳기 위한 논거 또는 근거를 말한다. 가장 일반적인 의미에서 이유는 행위, 믿음, 태도, 사실을 판단하거나 설명하는 고려사항이다. 충족이유율(充足理由律)에 의하면, 충분한 이유가 없으면 어떠한 사실도 생겨나지 않으며, 어떠한 판단도 참된 것(眞)이 못된다.
많은 경우 이유는 '왜?'라는 질문에서 제기되고, 대답은 '왜냐하면'이라는 단어 다음에 온다. 이뿐 아니라 '~로 인해', '~의 결과', '~하기 위해'와 같은 단어 또는 문구는 모두 이것들이 참조하는 이유 앞에 설명적 표현으로 사용된다.

## 같이 보기
- 왜냐하면
- 그러므로
- 규범적